# Volčji Grad
Volčji Grad es una aldea del Carso, en Eslovenia, con una población de unos 100 habitantes. Dista unos 2 km de Komen y 20 km de Sežana. Su primera mención escrita de Volčji Grad data de 1337.

## Historia
Dice la leyenda[cita requerida] que su origen está relacionado con la visita de Marija Volcija, la hija de los condes de Aquilea, pues allí se curó de una grave enfermedad. Otra teoría es que había muchos lobos en las cercanías (volčji, en esloveno es el plural de volk, lobo). También puede ser que el nombre se refiere al apellido Volk, frecuente en Eslovenia.

## Arquitectura
La aldea está dividida en la zona del centro y en brith, donde están situados la iglesia barroca y el cementerio. La Iglesia de san Juan Bautista (sv. Janez Krstnik, en esloveno) fue probablemente construida en el siglo XVI o XVII. 
Hay muchas construcciones de piedra como portales (kolona), goteras pétreas, casas de estilo cársico, pozos , el pot kamna (camino de piedra en esloveno)y la debela griža, una muralla prehistórica levantada en la Edad del Bronce.